# On My Way
On my way is de zesde single van VanVelzen. Het is de tweede single van het nieuwe album dat later in 2009 wordt uitgebracht.
Het nummer geschreven door John Ewbank en Roel van Velzen, en opgenomen in november 2008. De single komt uit op 16 januari 2009, en op de 'B-kant' staan onder andere de video van een live-registratie van 'Rise' opgenomen in Paradiso.
On my way werd voor het eerst publiekelijk ten hore gebracht tijdens de laatste uitzending van Zoëyzo op radiozender 3FM.

## Videoclip
Voor de single is ook een videoclip gemaakt. Hierin speelt VanVelzen voor cupido, door een vrouw door middel van pijlen naar een brug in de buurt van de Eiffeltoren te sturen. Hier staat "de man van haar dromen" te wachten. De videoclip is opgenomen in Parijs.

## Tracklist
1. On my way
2. Rise (Live @Paradiso)
3. Rise (Videoclip - Live @Paradiso)
4. Extra: Making of the videoclip On my way

## Hitnoteringen

### Nederlandse Top 40
| Hitnotering: 31-01-2009 t/m 07-03-2009 | Hitnotering: 31-01-2009 t/m 07-03-2009 | Hitnotering: 31-01-2009 t/m 07-03-2009 | Hitnotering: 31-01-2009 t/m 07-03-2009 | Hitnotering: 31-01-2009 t/m 07-03-2009 | Hitnotering: 31-01-2009 t/m 07-03-2009 | Hitnotering: 31-01-2009 t/m 07-03-2009 | Hitnotering: 31-01-2009 t/m 07-03-2009 |
| Week:                                  | 1                                      | 2                                      | 3                                      | 4                                      | 5                                      | 6                                      |                                        |
| -------------------------------------- | -------------------------------------- | -------------------------------------- | -------------------------------------- | -------------------------------------- | -------------------------------------- | -------------------------------------- | -------------------------------------- |
| Positie:                               | 37                                     | 33                                     | 32                                     | 29                                     | 29                                     | 37                                     | uit                                    |

### NederlandseSingle Top 100
| Hitnotering: 24-01-2009 t/m 04-04-2009 | Hitnotering: 24-01-2009 t/m 04-04-2009 | Hitnotering: 24-01-2009 t/m 04-04-2009 | Hitnotering: 24-01-2009 t/m 04-04-2009 | Hitnotering: 24-01-2009 t/m 04-04-2009 | Hitnotering: 24-01-2009 t/m 04-04-2009 | Hitnotering: 24-01-2009 t/m 04-04-2009 | Hitnotering: 24-01-2009 t/m 04-04-2009 | Hitnotering: 24-01-2009 t/m 04-04-2009 | Hitnotering: 24-01-2009 t/m 04-04-2009 | Hitnotering: 24-01-2009 t/m 04-04-2009 | Hitnotering: 24-01-2009 t/m 04-04-2009 | Hitnotering: 24-01-2009 t/m 04-04-2009 |
| Week:                                  | 1                                      | 2                                      | 3                                      | 4                                      | 5                                      | 6                                      | 7                                      | 8                                      | 9                                      | 10                                     | 11                                     |                                        |
| -------------------------------------- | -------------------------------------- | -------------------------------------- | -------------------------------------- | -------------------------------------- | -------------------------------------- | -------------------------------------- | -------------------------------------- | -------------------------------------- | -------------------------------------- | -------------------------------------- | -------------------------------------- | -------------------------------------- |
| Positie:                               | 16                                     | 27                                     | 27                                     | 15                                     | 11                                     | 16                                     | 11                                     | 50                                     | 63                                     | 67                                     | 99                                     | uit                                    |